# 1085
1085 (MLXXXV) fue un año común comenzado en miércoles del calendario juliano.

## Acontecimientos
- 26 de enero. Casamiento de Al-Musta'in de Zaragoza con la hija de Abu Bakr de Valencia, con la asistencia de los reyes taifas de al-Ándalus y, con toda probabilidad, de El Cid Campeador.
- 25 de mayo. Alfonso VI de Castilla conquista Toledo y se corona rex hispaniae.
- Víctor III, es elegido papa.

## Fallecimientos
- 25 de mayo — Gregorio VII, papa de Roma.
- 1 de abril — Shenzong, sexto emperador de la Dinastía Song de China.
- Al-Mutamin o Al-Mutaman, rey taifa de Zaragoza (1081-1085)
- 15 de julio - Roberto Guiscardo